# What Makes You Beautiful
What Makes You Beautiful is een nummer van de Brits-Ierse boyband One Direction. Het werd uitgebracht door Syco Records op 11 september 2011 en is de debuutsingle van de band.
Op 18 september 2011 bereikte What Makes You Beautiful de nummer 1-positie in het Verenigd Koninkrijk en was met 153.965 exemplaren de op drie na snelst verkopende single van 2011.
In februari 2012 kreeg het nummer op de Brit Awards de prijs van Best British Single van het jaar.
Dit nummer brengen de leden van One Direction ook te horen in de aflevering iGo One Direction van iCarly, waarin de mannen te gast waren.
What Makes You Beautiful is gefilmd in Malibu, Californië. Watermelon Sugar is op hetzelfde strand gefilmd.

## Hitnoteringen
| Hitlijst               | Datum van binnenkomst | Hoogste positie | Aantal weken | Laatste notering |
| ---------------------- | --------------------- | --------------- | ------------ | ---------------- |
| Single Top 100         | 05-11-2011            | 63              | 9            | 04-02-2012       |
| Vlaamse Ultratop 50    | 12-11-2011            | 8               | 16           | 25-02-2012       |
| Waalse Ultratop 50     | 24-03-2012            | 19              | 11           | 07-07-2012       |
| Australische Top 50    | 13-11-2011            | 7               | 36           | 22-07-2012       |
| Canadian Hot 100       | 18-02-2012            | 7               | 36           | 20-10-2012       |
| Deense Top 40          | 24-08-2012            | 26              | 2            | 09-11-2012       |
| Duitse Top 100         | 27-04-2012            | 40              | 23           | 19-10-2012       |
| Franse Top 200         | 18-02-2012            | 39              | 46           | 16-02-2013       |
| Ierse Top 100          | 15-09-2011            | 1               | 57           | 27-06-2013       |
| Nieuw-Zeelandse Top 40 | 31-10-2011            | 2               | 31           | 28-05-2012       |
| Oostenrijkse Top 75    | 13-04-2012            | 28              | 21           | 19-10-2012       |
| Spaanse Top 50         | 19-08-2012            | 40              | 3            | 16-09-2012       |
| UK Singles Chart       | 18-09-2011            | 1               | 50           | 30-12-2012       |
| Billboard Hot 100      | 03-03-2012            | 4               | 34           | 20-10-2012       |
| Zweedse Top 60         | 23-12-2011            | 29              | 26           | 24-08-2012       |
| Zwitserse Top 75       | 29-04-2012            | 16              | 34           | 10-02-2013       |

### NederlandseSingle Top 100
| Hitnotering: (Week 1 t/m 3) 05-11-2011 t/m 19-11-2011 Hitnotering: (Week 4) 03-12-2011 Hitnotering: (Week 5 t/m 7) 31-12-2011 t/m 14-01-2012 Hitnotering: (Week 8 t/m 9) 28-01-2012 t/m 04-02-2012 | Hitnotering: (Week 1 t/m 3) 05-11-2011 t/m 19-11-2011 Hitnotering: (Week 4) 03-12-2011 Hitnotering: (Week 5 t/m 7) 31-12-2011 t/m 14-01-2012 Hitnotering: (Week 8 t/m 9) 28-01-2012 t/m 04-02-2012 | Hitnotering: (Week 1 t/m 3) 05-11-2011 t/m 19-11-2011 Hitnotering: (Week 4) 03-12-2011 Hitnotering: (Week 5 t/m 7) 31-12-2011 t/m 14-01-2012 Hitnotering: (Week 8 t/m 9) 28-01-2012 t/m 04-02-2012 | Hitnotering: (Week 1 t/m 3) 05-11-2011 t/m 19-11-2011 Hitnotering: (Week 4) 03-12-2011 Hitnotering: (Week 5 t/m 7) 31-12-2011 t/m 14-01-2012 Hitnotering: (Week 8 t/m 9) 28-01-2012 t/m 04-02-2012 | Hitnotering: (Week 1 t/m 3) 05-11-2011 t/m 19-11-2011 Hitnotering: (Week 4) 03-12-2011 Hitnotering: (Week 5 t/m 7) 31-12-2011 t/m 14-01-2012 Hitnotering: (Week 8 t/m 9) 28-01-2012 t/m 04-02-2012 | Hitnotering: (Week 1 t/m 3) 05-11-2011 t/m 19-11-2011 Hitnotering: (Week 4) 03-12-2011 Hitnotering: (Week 5 t/m 7) 31-12-2011 t/m 14-01-2012 Hitnotering: (Week 8 t/m 9) 28-01-2012 t/m 04-02-2012 | Hitnotering: (Week 1 t/m 3) 05-11-2011 t/m 19-11-2011 Hitnotering: (Week 4) 03-12-2011 Hitnotering: (Week 5 t/m 7) 31-12-2011 t/m 14-01-2012 Hitnotering: (Week 8 t/m 9) 28-01-2012 t/m 04-02-2012 | Hitnotering: (Week 1 t/m 3) 05-11-2011 t/m 19-11-2011 Hitnotering: (Week 4) 03-12-2011 Hitnotering: (Week 5 t/m 7) 31-12-2011 t/m 14-01-2012 Hitnotering: (Week 8 t/m 9) 28-01-2012 t/m 04-02-2012 | Hitnotering: (Week 1 t/m 3) 05-11-2011 t/m 19-11-2011 Hitnotering: (Week 4) 03-12-2011 Hitnotering: (Week 5 t/m 7) 31-12-2011 t/m 14-01-2012 Hitnotering: (Week 8 t/m 9) 28-01-2012 t/m 04-02-2012 | Hitnotering: (Week 1 t/m 3) 05-11-2011 t/m 19-11-2011 Hitnotering: (Week 4) 03-12-2011 Hitnotering: (Week 5 t/m 7) 31-12-2011 t/m 14-01-2012 Hitnotering: (Week 8 t/m 9) 28-01-2012 t/m 04-02-2012 | Hitnotering: (Week 1 t/m 3) 05-11-2011 t/m 19-11-2011 Hitnotering: (Week 4) 03-12-2011 Hitnotering: (Week 5 t/m 7) 31-12-2011 t/m 14-01-2012 Hitnotering: (Week 8 t/m 9) 28-01-2012 t/m 04-02-2012 | Hitnotering: (Week 1 t/m 3) 05-11-2011 t/m 19-11-2011 Hitnotering: (Week 4) 03-12-2011 Hitnotering: (Week 5 t/m 7) 31-12-2011 t/m 14-01-2012 Hitnotering: (Week 8 t/m 9) 28-01-2012 t/m 04-02-2012 | Hitnotering: (Week 1 t/m 3) 05-11-2011 t/m 19-11-2011 Hitnotering: (Week 4) 03-12-2011 Hitnotering: (Week 5 t/m 7) 31-12-2011 t/m 14-01-2012 Hitnotering: (Week 8 t/m 9) 28-01-2012 t/m 04-02-2012 | Hitnotering: (Week 1 t/m 3) 05-11-2011 t/m 19-11-2011 Hitnotering: (Week 4) 03-12-2011 Hitnotering: (Week 5 t/m 7) 31-12-2011 t/m 14-01-2012 Hitnotering: (Week 8 t/m 9) 28-01-2012 t/m 04-02-2012 |
| Week: | 1 | 2 | 3 | | 4 | | 5 | 6 | 7 | | 8 | 9 | |
| --- | --- | --- | --- | --- | --- | --- | --- | --- | --- | --- | --- | --- | --- |
| Positie: | 76 | 93 | 97 | uit | 91 | uit | 95 | 63 | 93 | uit | 95 | 90 | uit |

### VlaamseUltratop 50
| Hitnotering: 12-11-2011 t/m 25-02-2012 | Hitnotering: 12-11-2011 t/m 25-02-2012 | Hitnotering: 12-11-2011 t/m 25-02-2012 | Hitnotering: 12-11-2011 t/m 25-02-2012 | Hitnotering: 12-11-2011 t/m 25-02-2012 | Hitnotering: 12-11-2011 t/m 25-02-2012 | Hitnotering: 12-11-2011 t/m 25-02-2012 | Hitnotering: 12-11-2011 t/m 25-02-2012 | Hitnotering: 12-11-2011 t/m 25-02-2012 | Hitnotering: 12-11-2011 t/m 25-02-2012 | Hitnotering: 12-11-2011 t/m 25-02-2012 | Hitnotering: 12-11-2011 t/m 25-02-2012 | Hitnotering: 12-11-2011 t/m 25-02-2012 | Hitnotering: 12-11-2011 t/m 25-02-2012 | Hitnotering: 12-11-2011 t/m 25-02-2012 | Hitnotering: 12-11-2011 t/m 25-02-2012 | Hitnotering: 12-11-2011 t/m 25-02-2012 | Hitnotering: 12-11-2011 t/m 25-02-2012 |
| Week:                                  | 1                                      | 2                                      | 3                                      | 4                                      | 5                                      | 6                                      | 7                                      | 8                                      | 9                                      | 10                                     | 11                                     | 12                                     | 13                                     | 14                                     | 15                                     | 16                                     |                                        |
| -------------------------------------- | -------------------------------------- | -------------------------------------- | -------------------------------------- | -------------------------------------- | -------------------------------------- | -------------------------------------- | -------------------------------------- | -------------------------------------- | -------------------------------------- | -------------------------------------- | -------------------------------------- | -------------------------------------- | -------------------------------------- | -------------------------------------- | -------------------------------------- | -------------------------------------- | -------------------------------------- |
| Positie:                               | 44                                     | 9                                      | 8                                      | 15                                     | 17                                     | 17                                     | 17                                     | 21                                     | 22                                     | 21                                     | 25                                     | 24                                     | 30                                     | 41                                     | 44                                     | 48                                     | uit                                    |